# Dalea insignis
Dalea insignis är en ärtväxtart som beskrevs av William Botting Hemsley. Dalea insignis ingår i släktet Dalea, och familjen ärtväxter. Inga underarter finns listade i Catalogue of Life.